# Henry William Rawson Wade
Henry William Rawson Wade (16 janvier 1918 - 12 mars 2004) est un avocat universitaire britannique, surtout connu pour ses travaux sur le droit immobilier et le Droit administratif.

## Biographie
Wade fait ses études à la Shrewsbury School et au Gonville and Caius College de Cambridge. Après une bourse à l'Université Harvard, il commence sa carrière comme fonctionnaire au Trésor, avant d'être élu à une bourse au Trinity College de Cambridge en 1946. De 1961 à 1976, il est professeur de droit anglais à l'Université d'Oxford et membre du St John's College d'Oxford et, de 1978 à 1982, professeur Rouse Ball de droit anglais à l'Université de Cambridge. De 1976 à 1988, il est maître du Gonville and Caius College, Cambridge. Il est titulaire des diplômes MA et LLD, et du diplôme honorifique de LittD de l'Université de Cambridge.
Il a pensé et d'abord proposé que les " lois du Parlement sont une législation déléguée et non primaire" ,.